# Federal Deposit Insurance Corporation
O Federal Deposit Insurance Corporation (FDIC) é uma agência federal dos Estados Unidos da América, cuja principal função é a de garantia de depósitos bancários. Esta agência foi fundada por Franklin D. Roosevelt, 32º presidente dos EUA.